# Cnodalum atraphaxia
Cnodalum atraphaxia är en insektsart som beskrevs av Mitjaev 1994. Cnodalum atraphaxia ingår i släktet Cnodalum och familjen Dictyopharidae. Inga underarter finns listade i Catalogue of Life.